# Илле, Эдуард
Эдуард Илле (нем. Eduard Ille; 17 мая 1823, Мюнхен — 17 декабря 1900, там же) — немецкий рисовальщик, акварелист и иллюстратор.

## Биография
Родился в небогатой семье. Остальные данные утеряны. Имеется информация,что в данный момент в России проживают родственники. В частности в Таганроге.
Получил образование в Мюнхенской академии художеств, где его главными наставниками были сначала Ю. Шнор, а потом М. фон Швинд.
Получил известность многочисленными рисунками, появлявшимися в журнале «Fliegende Blätter» и в издании: «Münchener Bilderbogen», а ещё больше — композициями на тему «Семь смертных грехов» (отрисованными им самим на дереве, резанными ксилографами Алльгайером и Зигле, в Штутгарте и изданными в политипажах в 1861). Из следующих его произведений лучшими считаются рисунки: «Четыре темперамента», акварели «Лоэнгрин, Тангейзер» и «История Ганса Закса», исполненные для баварского короля Людвига II; серия 21 акварели на сюжеты из легенды о Нибелунгах и ряд таких же рисунков, изображающих эпизоды Тридцатилетней войны.
Отличительными чертами этого талантливого художника были изобретательность и фантазия, свободный рисунок и уменье придавать выразительность как отдельным фигурам, так и сложным группам. Он пробовал свои силы также и в литературе, написал драмы: «Император Иосиф II» и «Искусство и жизнь».